# Lectine
Les lectines sont un type de glycoprotéines dont la particularité réside dans leur capacité à se lier spécifiquement et de manière réversible à certains types de glucides. On les retrouve dans tous les types d'organismes vivants et interviennent dans divers processus biologiques, notamment dans la reconnaissance cellulaire (par exemple lors de réponses immunitaires ou d'infections), la modulation des réponses immunitaires, le trafic intracellulaire, l'adhésion et la signalisation cellulaire, ainsi que la défense contre les pathogènes et les prédateurs chez les plantes.

## Sources
Les lectines sont omniprésentes dans le monde du vivant; on les retrouve dans tous les types d'organismes, qu'ils soient végétaux, animaux, fongiques ou microbiens,. Elles sont généralement présentent en faibles quantités, sauf chez certaines plantes, en particulier au niveau des graines (et leur enveloppe) ou de la peau des fruits et des organes souterrains (e.g. pomme de terre). Les concentrations les plus élevées se retrouvent dans les légumineuses (e.g. haricots, lentilles, fèves, pois, soja, cacahuètes), les céréales et pseudo-céréales complètes (e.g. blé, avoine, seigle, orge, épeautre, kamut, maïs, quinoa, sarrasin), notamment dans le son et les germes, ainsi que dans les solanacées (e.g. tomates, pommes de terre, aubergines, poivrons) et les cucurbitacées (e.g. courges, concombres, melons). On en trouve également en quantité notables dans certaines graines oléagineuses (e.g. graines de tournesol, de courge, de chia) et champignons.  À noter que les lectines d'origine végétale peuvent se retrouver indirectement dans la viande, le lait et les œufs lorsque les animaux ont été nourris avec des céréales riches en lectines, mais les quantités restent faibles.
Les autres aliments, tels que les légumes verts, les fruits frais (hors solanacées et cucurbitacées), les produits animaux, ainsi que la plupart des graines oléagineuses (e.g. pistaches, noisettes, noix de Grenoble, noix du Brésil, noix de pécan, noix de macadamia, amandes émondées), contiennent des quantités de lectines nettement inférieures. Il est à noter que certaines céréales, comme le riz blanc, le millet et le sorgho, présentent également des quantités de lectines relativement faibles.

## Histoire
C'est au XIXème siècle que des études ont commencé à mettre en évidence l'existence de protéines capables d'agglutiner les globules rouges. En 1888, Peter Hermann Stillmark a décrit pour la première fois une protéine de ce type dans sa thèse à l'Université de Dorpat en Russie : la ricine, une hémagglutinine extrêmement toxique présente dans les graines de ricin (Ricinus communis). Ainsi, cette dernière est considérée comme la première lectine à avoir été identifiée,. Cette découverte a donné naissance à une nouvelle branche de la biochimie : la lectinologie.
Depuis la découverte de la ricine en 1888, notre compréhension des lectines a considérablement évolué. Des avancées importantes incluent l'introduction du terme « agglutinine » par Elfstrand en 1898, les découvertes d'Ehrlich sur les principes de la réponse immunitaire utilisant la ricine et l'isolation de la Concanavaline A (ConA) à partir de pois-sabre (Canavalia ensiformis) par James B. Sumner en 1919. Quelques années plus tard, deux groupes de recherche indépendants ont découvert que l'activité hémagglutinante des lectines végétales peut varier de manière significative en fonction du type de cellules sanguines, puis en 1954, Watkins et Morgan ont remarqué que certains sucres pouvait inhiber l’activité d’agglutination des lectines, ce qui a permis de comprendre que cette activité reposait sur la reconnaissance et la liaison des structures glucidiques à la surface des cellules. C'est ainsi qu'en 1954, Boyd et Shapleigh ont proposé le terme « lectine » à la place d'agglutinine (ou hémagglutinine), du latin lectus, participe passé de legere « sélectionner, choisir », en référence à leur capacité de se lier spécifiquement à certains glucides,.
Les lectines sont isolées à présent à large échelle et valorisées commercialement pour caractériser les molécules glycosylées en protéomique, les structures cellulaires en biologie cellulaire, purifier des molécules glycosylées, et surtout phénotyper les cellules sanguines.

## Classification
Le nombre total de lectines différentes est estimé à plus de 1,4 million, d'après le module de prédiction LectomeXplore du projet Unilectin. Cependant, à ce jour, seules plusieurs centaines de lectines ont été clairement identifiées et caractérisées. Actuellement, la base de données Unilectin répertorie 689 lectines distinctes, dont 215 chez l'homme.
Les lectines peuvent être classées selon de nombreux paramètres :
- Origine : animale (invertébrés, vertébrés), végétale, fongique, bactérienne, virale, etc.
- Localisation fonctionnelle : intracellulaire (e.g. cytoplasme, RE), extracellulaire (e.g. sérum, MEC), membranaire, etc.
- Fonction biologique : reconnaissance, adhésion, défense, attaque, biominéralisation, etc.
- Propriétés biologiques : agglutinante, mitogénique, toxique, etc.[9]
- Conformation tridimensionnelle : β-sandwich, β-trefoil, β-prism, β-barrel, β-helix, β-propeller, β-hairpin stack, etc.
- Affinité de liaison : mannose, galactose, N-acétylglucosamine, fucose, acide sialique, etc.
- Degré de valence : mono-, di- ou multivalente.
- Séquence d'acides aminés

De façon plus générale, les lectines sont regroupées en différentes familles, selon des critères séquentiels et structurels (notamment la structure tridimensionnelle des domaines de reconnaissance). Chaque famille est généralement nommée en fonction de la lectine la mieux étudiée du groupe (e.g. famille de la ricine, de la jacaline). Certaines familles de lectines sont définies en fonction d'autres caractéristiques spécifiques, comme les lectines de type C, en référence à leur dépendance au calcium, de type I, de par leur ressemblance aux immunoglobulines, ou de type F, caractérisées par leur affinité pour le fucose.
Le projet Unilectin, qui est une référence dans la classification des lectines, répertorie plus d'une centaines de familles (appelées classes). Parmi les lectines des plantes, on peut citer la famille de la ricine, de l'amaranthine, de l'hévéine, de la jacaline, de la ginkbilobine, les lectines de type L (légumineuses) et les lectines phloémiques. Chez les animaux, on distingue notamment la famille des galectines (ou type S), des ficolines, des pentraxines, ainsi que les lectines de type C, H, I, F, F-box, P et celles de type calnexine-calréticuline. Pour les autres types d’organismes, on peut citer par exemple la cyanovirine (CV-N) et la scytovirine chez les bactéries, les lectines de type AAL (Aleuria aurantia lectin) chez les champignons, ainsi que l’hémagglutinine du virus de la grippe. Il est important de souligner que de nombreuses familles de lectines ne sont pas exclusives à un seul type d'organisme vivant, mais se retrouvent dans différents règnes du monde vivant. Par exemple, des lectines de type ricine sont présentes chez l'homme, bien qu'elles aient été initialement découvertes dans le ricin commun (Ricinus communis), de la même manière on retrouve des lectines de type cyanovirine chez les plantes et des lectines de type AAL chez les bactéries.
| Symbole                                                   | Noms                                                                     | Source                                                  | Motif ligand |
| --------------------------------------------------------- | ------------------------------------------------------------------------ | ------------------------------------------------------- | --- |
| Lectines spécifiques du Mannose                           |                                                                          |                                                         | |
| ConA                                                      | Concanavaline A (lectine du pois-sabre)                                  | Canavalia ensiformis                                    | résidus α-D-mannosyle et α-D-glucosyle ; structures ramifiées d'α-mannosyle (N-glycanes riches en α-mannose, hybrides ou de type complexes bi-antennaires) |
| LCH                                                       | Lectine de la lentille                                                   | Lens culinaris                                          | région de base fucosylée des N-glycanes complexes bi- et tri-antennaires                                                                                   |
| GNA                                                       | Lectine du perce-neige                                                   | Galanthus nivalis                                       | structures riches en mannose liées en α 1-3 et α 1-6 |
| Lectines spécifiques du Galactose / N-acetylgalactosamine |                                                                          |                                                         | |
| RCA                                                       | Agglutinine I du ricin commun (ou RCA120), ricine (toxalbumine du ricin) | Ricinus communis                                        | Galβ1-4GlcNAcβ1-R |
| PNA                                                       | Agglutinine de l'arachide                                                | Arachis hypogaea                                        | Galβ1-3GalNAcα1-Ser/Thr (T-Antigen) |
| AIL                                                       | Jacaline (lectine du jacquier)                                           | Artocarpus heterophyllus (anciennement A. integrifolia) | (Sia)Galβ1-3GalNAcα1-Ser/Thr (T-Antigen) |
| VVL                                                       | Lectine de la vesce velue                                                | Vicia villosa                                           | GalNAcα-Ser/Thr (Tn-Antigen) |
| Lectines spécifiques du N-acetylglucosamine               |                                                                          |                                                         | |
| WGA                                                       | Lectine du blé (germe)                                                   | Triticum vulgaris                                       | GlcNAcβ1-4GlcNAcβ1-4GlcNAc, Neu5Ac (acide sialique) |
| SNA                                                       | Lectine du sureau                                                        | Sambucus nigra                                          | Neu5Acα2-6Gal(NAc)-R |
| MAL                                                       | Lectine du maackie de l’Amour                                            | Maackia amurensis                                       | Neu5Ac/Gcα2-3Galβ1-4GlcNAcβ1-R |
| Lectines spécifiques du Fucose                            |                                                                          |                                                         | |
| UEA                                                       | Agglutinine de l'ajonc d'Europe                                          | Ulex europaeus                                          | Fucα1-2Gal-R |
| AAL                                                       | Lectine de la pézize orangée                                             | Aleuria aurantia                                        | Fucα1-2Galβ1-4(Fucα1-3/4)Galβ1-4GlcNAc, R2-GlcNAcβ1-4(Fucα1-6)GlcNAc-R1                                                                                    |

## Propriétés et fonctions biologiques
Les lectines se lient spécifiquement par affinité à un ose ou oligoside (présents sur des carbohydrates, glycoprotéines ou glycolipides), de façon similaire aux enzymes et aux immunoglobulines. Le mot lectine vient d'ailleurs du latin legere, signifiant «sélectionner». La fixation est usuellement plus forte des mono- aux oligo-saccharides de structure plus longue. Les constantes d'affinité Kd sont de 10-6 à 10-7 mol/L pour des glycoprotéines (donc moindres que celles des anticorps).

### Chez les plantes
La fonction des lectines chez les plantes est mal connue. Elle semble plus liée à la croissance et à la germination, voire à la survie des graines, qu'à un rôle envisagé pour accueillir les bactéries symbiotiques type Rhizobium. Des lectines de légumineuses ou de céréales seraient une défense chimique des plantes contre les insectes en perturbant le fonctionnement de leur tube digestif.
Des études ont montré que plusieurs lectines reconnaissent des ligands non glycosidiques, hydrophiles (porphyrines) ou hydrophobes (adénine, auxines, cytokinine, et acide indole acétique).
La ricine est une toxine mortelle, bien connue, contenant deux domaines: l'un fixe les résidus galactosyl, permettant à la protéine d'entrer dans les cellules; l'autre est une N-glycosidase qui clive les nucléobases des ARN ribosomiques, inhibant ainsi la synthèse protéique.
Plusieurs lectines végétales sont toxiques, inflammatoires, résistantes à la cuisson et aux enzymes digestives, et présentes dans une grande partie des aliments des hommes.

### Chez les animaux
Les lectines sont impliquées dans la régulation de l'adhésion cellulaire, la synthèse de glycoprotéines et le contrôle de la concentration des protéines dans le sang. Elles jouent un rôle majeur dans l'immunité, en reconnaissant les glucides spécifiques de certains agents infectieux pathogènes.
- La concanavaline A induit la mitose des lymphocytes, et est supposée médier l'interaction entre les oligosaccharides (alpha-mannosyl) de la surface du virus HIV et les lymphocytes T humains.
- Certains virus se fixent aux lectines des cellules de leur hôte pour les infecter.
- Certaines lectines existent à la surface des cellules du foie mammalien (reconnaissent le galactose) et sont présumées servir de récepteur pour éliminer certaines glycoprotéines de la circulation sanguine.
- D'autres lectines fixent des enzymes (hydrolases) contenant le mannose-6-phosphate, pour les délivrer aux lysosomes.
- Les lectines fixant le mannose sont impliquées dans le mécanisme d'activation par le complément du Coronavirus félin.
- Des lectines se fixent sur les glycoprotéines extra-cellulaires et inter-cellulaires.

Les lectines posent parfois des problèmes en alimentation.

### Effets alimentaires
La consommation d'aliments riches en lectines peut causer diarrhées, nausées, et vomissements. Par exemple les fortes teneurs du soja en lectine SBA (soybean agglutinin) affectent l'intestin grêle (fixation sur les villosités des cellules en brosse, et modification de leur métabolisme). Une cuisson ménagère après trempage quelques heures suffit pour supprimer la toxicité relative des lectines dans les graines. Cependant, certaines lectines (exemple du haricot) résistent davantage à la chaleur que d'autres.
Aussi, les lectines peuvent causer des irritations et excès d'excrétion de la muqueuse intestinale, et conséquemment affecter la capacité d'absorption intestinale. À long terme, elles peuvent causer des  allergies, déficiences nutritionnelles ou immunologiques.
Les lectines de certaines céréales modernes pourraient induire une résistance à la leptine, hormone qui régule les réserves de graisse.

### Élimination des lectines
Il faut 72 h à 42 °C pour éliminer les lectines dans les lentilles.

## Applications

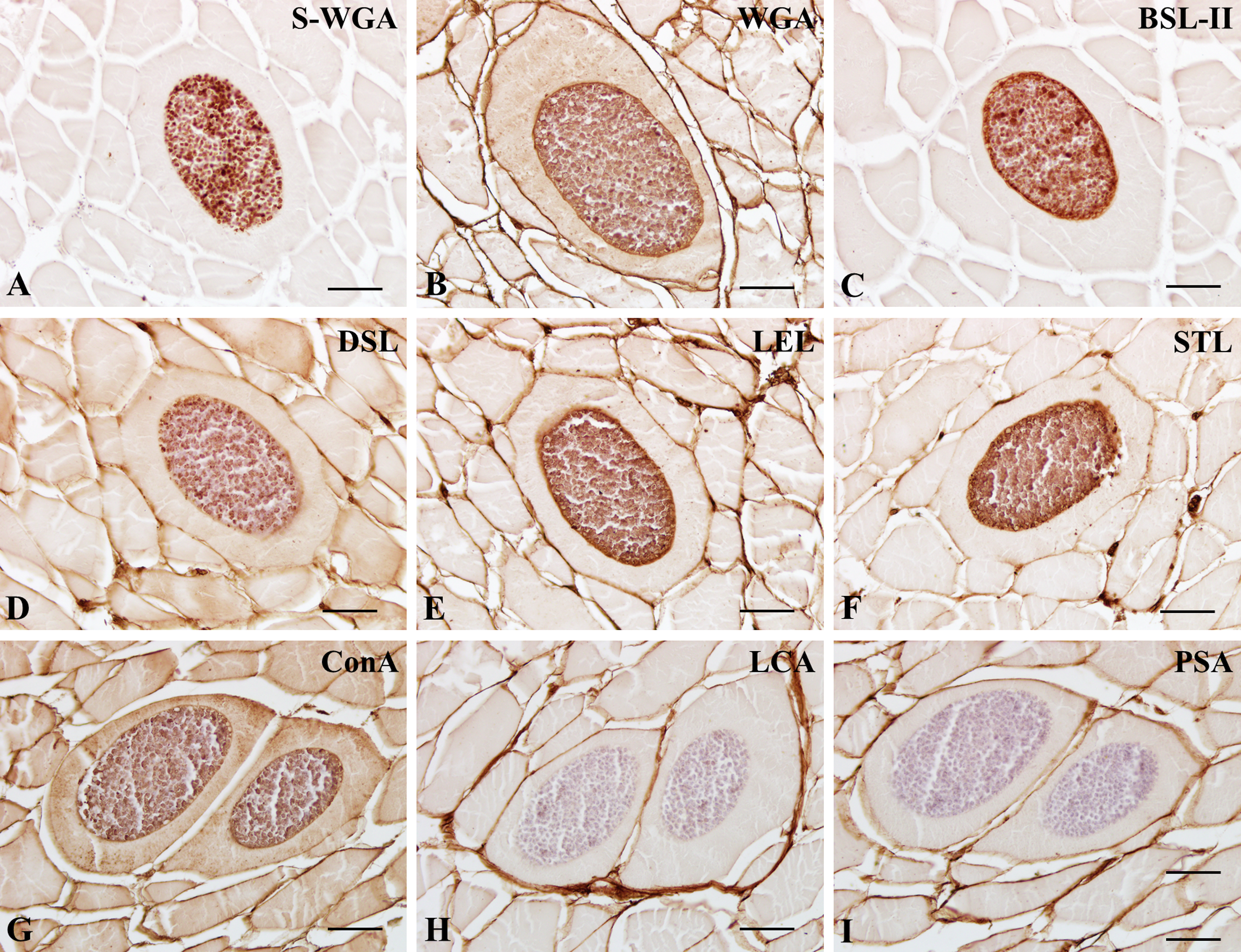
Histochimie des lectines (en brun) dans les muscles d'un poisson infecté par un Myxozoa

Les lectines sont utilisées en biotechnologies et en diagnostique biomédical, comme par exemple la concanavaline A (hémaglutinine), responsable de l'hémaglutination.
- Médecine et recherche
  - En hématologie: la plupart des lectines agglutinent les érythrocytes, se liant aux antigènes de groupe sanguin. La lectine d'Ulex Europaeus reconnait la substance H présente sur les hématies de groupe O et A2 et absente des hématies "Bombay", celle de Dolichos biflorus  le groupe A1, et celle de Vicia graminea le groupe N.
  - En neurologie: la lectine PHA-I permet le traçage antérograde des axones efférents[18].
  - En virologie: la lectine de la banane (BanLec) inhibe le HIV-1 in vitro[19].
- En biochimie et protéomique:

Les lectines fournissent des outils pour étudier les glycoprotéines (anticorps, cytokines, hormones, facteurs de croissance, enzymes, récepteurs et même toxines et virus):
– pour les purifier (par affinité, une fois couplées à un support chromatographique);
– pour les détecter (une fois marquées par un fluorophore ou une enzyme, en techniques de Cytométrie en flux, immuno-blotting, Immunoprécipitation…).
Les glycoprotéines, éventuellement après clivage enzymatique, peuvent ainsi être caractérisées quantitativement et qualitativement (glycoformes, structure de complexes, interactions).